# Ной (фільм)
«Ной» (англ. Noah) — американський епічний біблійний фільм режисера Даррена Аронофскі (був також сценаристом і продюсером). Прем'єра фільму відбулася 26 березня 2014 року. Фільм розповідає про біблійного персонажа Ноя, його сім'ю та збудований ним ковчег, який має привести їх у новий світ. В головних ролях Рассел Кроу, Дженніфер Коннеллі.
Продюсерами також були Скотт Франклін і Мері Перент. В Україні прем'єра фільму відбулася 27 березня 2014 року

## Сюжет
Малий Ной стає свідком вбивства свого батька Ламеха Тувалкаїном. Через багато років він живе з дружиною Наамою та синами: Симом, Хамом і Яфетом. Світ занепадає і племена борються за життя. Ной відбивається від мисливців, а їхню здобич приносить в жертву Богу. Після цього Ною сниться, що весь світ покрила вода, і бачить гору, де жив його дід Мафусаїл.
Вважаючи сон попередженням від Бога, Ной вирушає з родиною на пошуки Мафусаїла. Вони перетинають пустки й доходять до копалень цухару — каменя, що живив складні машини. В копальнях виявляється поранена дівчинка Іла, забравши її, мандрівники тікають від розбійників. Несподівано поблизу прокидаються камінні велетні Невсипущі, які знищують нападників. Один з велетнів розповідає, що Невсипущі — це янголи, котрі вирішили спуститися на Землю аби допомогти Адаму і Єві після їх вигнання з Раю. Та тим самими вони повстали проти волі Господа і були закуті в тіла з каменю. Янголи підійняли людство, проте воно загрузло у війнах і спустошило світ. Невсипущий відчуває в Ноєві обранця Бога та приводить його до Мафусаїла.
Випивши в Мафусаїла зілля, Ной бачить видіння Ковчега, в якому врятуються праведні, щоб започаткувати нове людство. Велетні обурені, що Бог говорить з людиною, а не з ними. Один з них у гніві вдаряє у землю, звідки виникає джерело і навколо дивовижним чином виростає ліс. Ной розуміє, що з цього лісу йому належить збудувати Ковчег. Невсипущі погоджуються допомогти.
Минають роки і до Ковчега злітаються птахи, а потім прибувають різні інші тварини. Помітивши це, приходить Тувалкаїн зі своїм народом. Він заявляє своє право на порятунок і обіцяє потрапити на Ковчег. Зі своїм військом Тувалкаїн кує зброю проти велетнів. Ной бачить, що в таборі Тувалкаїна панує насильство і прибулих тварин безжально вбивають. З цього він розуміє, що такий народ не гідний порятунку. Мафусаїл визнає в Ілі дочку Ноя і благословляє її.
Тувалкаїн вирушає з військом захопити Ковчег. Велетні обороняють його, але врешті гинуть під натиском і Бог приймає їх на Небо. Коли родина Ноя ховається в Ковчезі, починається злива і відкриваються джерела, світ починає затоплювати. Невдовзі всю Землю поглинає Потоп, а Ковчег спливає. Під час плавання Ной розповідає дітям історію Творіння світу та спокуси Адама і Єви Змієм. Він пророкує майбутню долю своїх дітей.
Хам виявляє, що Тувалкаїн пробрався на Ковчег, до того ж вбиває тварин для їжі. Тувалкаїн розповідає, що людині належить панувати, аби бути як Бог. Хам не видає Тувалкаїна. Іла дізнається, що вагітна, хоча досі була безплідна. Ной вважає, що повинен вбити дитину, аби нове людство не мало гріховної крові Каїна. Він питає поради в Бога, але не отримує відповіді. Ной вирішує — якщо народиться хлопчик — житиме, якщо ж дівчинка — він її уб'є. Тоді Сим з Ілою планують втекти з Ковчега. Наама обіцяє покинути Ноя, якщо він наважиться на вбивство. Тувалкаїн підмовляє Хама вбити Ноя.
Ной спалює збудований Симом пліт, тоді ж в Іли починаються пологи. Хам відвертає увагу батька і на того накидається Тувалкаїн. Іла народжує двох дівчаток і тоді Сим наважується вбити Ноя. Тувалкаїн розповідає про свій план убити всіх чоловіків та захопити Нааму й Ілу, щоб нове людство почалося від нього. В цю мить Ковчег вдаряється об сушу, Хам, скориставшись нагодою, вбиває Тувалкаїна. Наама тим часом переховує дітей, Ной шукає їх з наміром убити, та побачивши їх умиротворений сон, відмовляється це робити. Голуб приносить гілку, сповіщаючи, що Земля відновилась.
Зійшовши на сушу, Ной напивається і, сп'янілий, засинає в непристойному вигляді. Хам кличе подивитись на це, а Сим накриває батька. Після цього Хам вирушає у вигнання. Іла пояснює Ною, що Бог випробовував його і той довів, що людство гідне нового життя. Ной благословляє онуків плодитися і множитися.

## У ролях
| Актор              | Персонаж                                | Роль                                              |
| ------------------ | --------------------------------------- | ------------------------------------------------- |
| Дакота Ґойо        | юний Ной (англ. Young Noah)             |                                                   |
| Рассел Кроу        | Ной (англ. Noah)                        | нащадок Сифа, який збудував Ковчег                |
| Дженніфер Коннеллі | Наама (англ. Naamah)                    | дружина Ноя                                       |
| Ентоні Гопкінс     | Метушалах (англ. Methuselah)            | дід Ноя, колись врятував стражів                  |
| Логан Лерман       | Хам (англ. Ham)                         | середній син Ноя, впустив на ковчег нащадка Каїна |
| Дуглас Бут         | Сим (англ. Shem)                        | старший син Ноя                                   |
| Емма Вотсон        | Іла (англ. Ila)                         | дружина Сима, була зцілена Метушалахом            |
| Рей Вінстон        | Тувалкаїн (англ. Tubal-cain)            | ворог Ноя, прокрався на ковчег щоб вбити Ноя      |
| Фінн Віттрок       | юний Тувалкаїн (англ. Young Tubal-cain) |                                                   |
| Френк Ланджелла    | Ог (англ. Og)                           | янгол, голос                                      |
| Нік Нолті          | Шамхазай (англ. Samyaza)                | янгол, голос                                      |
| Кевін Дюранд       | Раміл (англ. Rameel)                    | янгол, голос                                      |

## Створення

### Розробка
Даррен Аронофскі вперше заговорив про «Ноя» з «Гардіан» у квітні 2007 року, сказавши газеті, що персонаж Ной захопив його, коли йому було тринадцять років. Аронофскі розповів, що він бачить Ноя, як «темного, складного персонажа», який пережив потоп, відчуває почуття провини за те, що вижив. Аронофскі працював над ранньою чернеткою сценарію під час своєї першої спроби зняти фільм «Фонтан», який провалилася після того, як проєкт покинув Бред Пітт.
Ері Гендел, що співпрацював із Аронофскі на фільмах «Фонтан», «Реслер» і «Чорний лебідь», допоміг у розробці сценарію. Перш ніж вони знайшли фінансову підтримку для «Ноя», Аронофскі і Гендел спільно з канадським художником Ніко Генрічоном (Niko Henrichon) адаптували сценарій для графічної новели. Перший том коміксу був випущений французькою мовою бельгійським видавництвом «Ломбард» (фр. Les Éditions du Lombard) у жовтні 2011 року під назвою «Noé: Pour la cruauté des hommes». Після створення графічної новели Аронофскі уклав угоду з кінокомпаніями Paramount Pictures і New Regency Productions про виробництво фільму «Ной» з бюджетом у 150 мільйонів доларів. Сценарист Джон Логан був найнятий переписати сценарій разом з Аронофскі, але його ім'я не стали вказувати.

### Знімання
Фільм почали знімати в липні 2012 року на півострові Дирхолей, в районі Рейк'явіка Фоссвогур, на базальтових колонах Рейнисдрангар і в інших місцях Південної Ісландії. Також проходило знімання в Нью-Йорку, Лондоні та Вашингтоні, Міссісіпі. Ноїв ковчег побудували в Національному історичному парку Planting Fields Arboretum у Верхньому Брукліні, Нью-Йорк.  

## Сприйняття

### Критика
Станом на 21 лютого 2014 року рейтинг очікування фільму на сайті Rotten Tomatoes становив 98 % з 30,705 голосів, на Kino-teatr.ua — 100 % (4 голоси).
Фільм отримав змішані відгуки: Rotten Tomatoes дав оцінку 77 % на основі 208 відгуків від критиків (середня оцінка 6,6/10) і 46 % від глядачів із середньою оцінкою 2,9/5 (93,503 голоси). Загалом на сайті фільм має змішаний рейтинг, фільму зарахований «стиглий помідор» від кінокритиків, проте «розсипаний попкорн» від глядачів, Internet Movie Database — 6,4/10 (54 828 голосів), Metacritic — 68/100 (46 відгуків критиків) і 5,5/10 від глядачів (386 голосів). Загалом на цьому ресурсі від критиків фільм отримав позитивні відгуки, а від глядачів — змішані.

### Касові збори
Під час показу в Україні, що розпочався 27 березня 2014 року, протягом першого тижня фільм показали у 170 кінотеатрах і він зібрав $1 113 525, що на той час дозволило йому зайняти перше місце серед усіх прем'єр. За час прокату в Україні стрічка зібрала $2 600 991. Із цим показником стрічка зайняла загальне п'яте місце в українському кінопрокаті 2014 року.
Під час показу у США, що розпочався 28 березня 2014 року, протягом першого тижня фільм показали у 3 567 кінотеатрах і він зібрав $43 720 472, що на той час дозволило йому зайняти перше місце серед усіх прем'єр. Станом на 14 травня 2014 року показ фільму триває 48 днів (6,9 тижня) і за цей час фільм зібрав у прокаті у США 100,013,003  доларів США, а у решті світу $239 000 000, тобто загалом $339 013 003. при бюджеті 125 млн $ (за іншими даними 130 млн $)

## Факти про акторів
- Аронофскі пропонував роль Ноя Крістіану Бейлу і Майклу Фассбендеру, але вони обидва відмовилися.
- Джуліанна Мур розглядалася на роль Ноеми.
- Дакота Феннінг спочатку повинна була грати Ілу, але вона пішла з фільму через зайнятість в інших проєктах.
- Ліам Нісон, Лев Шрайбер та Вел Кілмер розглядалися на роль Тувалкаїна.
- Логан Лерман і Емма Вотсон вже знімалися разом у фільмі «Переваги скромників» (2012).
- Рассел Кроу і Дженніфер Коннелі вже грали чоловіка і дружину у фільмі «Ігри розуму» (2001).
- Рассел Кроу і Дженніфер Коннелі знімалися разом у фільмі «Зимова фантазія» (2014).
- Рассел Кроу і Логан Лерман знімалися разом у фільмі «Потяг на Юму».
- Логан Лерман і Дженніфер Коннелі знімалися разом у фільмі «Письменники».
- Спочатку Самиазу повинен був озвучувати Марк Марголіс, однак пізніше він був замінений на Ніка Нолті, а сам Марголіс озвучив нефіліма, на ім'я Магог.